# Єскельдинський сільський округ
Єскельди́нський сільський округ (каз. Ескелді ауылдық округі, рос. Ескельдинский сельский округ) — адміністративна одиниця у складі Каратальського району Жетисуської області Казахстану. Адміністративний центр — село Єскельді-бі.
Населення — 2847 осіб (2021; 3169 у 2009, 3044 у 1999, 3212 у 1989).
Станом на 1989 рік існувала Тельманська сільська рада (села Дальній Восток, Дзержинськ, Достіженіє, Мопр, Опитне хозяйство, Приморець, Фрунзе). Пізніше села Опитне (Опитне хозяйство), Ушкомей (Приморець) та Фрунзе були передані до складу Уштобинської міської адміністрації.

## Склад
До складу округу входять такі населені пункти:
| Населений пункт   | Населення, осіб (1989) | Населення, осіб (1999) | Населення, осіб (2009) | Населення, осіб (2021) |
| ----------------- | ---------------------- | ---------------------- | ---------------------- | ---------------------- |
| Єскельді-бі, село | 1472                   | 1343                   | 1424                   | 1393                   |
| Кайнар, село      | 81                     | 66                     | 128                    | 77                     |
| Кизилжар, село    | 1084                   | 1044                   | 1116                   | 928                    |
| Кокдала, село     | 575                    | 591                    | 501                    | 449                    |